# SunTrust Plaza
SunTrust Plaza är en 60 våningar hög skyskrapa i Atlanta, USA. Byggnaden är med sina 265 meter den andra högsta i Atlanta, och den 37 högsta i USA. Byggnaden används som kontor, och färdigställdes 1992. Den är byggd i en postmodernistisk stil. Ursprungligen hette byggnaden One Peachtree Center, innan banken SunTrust flyttade sitt huvudkontor till byggnaden under mitten av 1990-talet.